# Dobrețu (gmina)
Dobrețu – gmina w Rumunii, w okręgu Aluta. Obejmuje miejscowości Dobrețu, Curtișoara i Horezu. W 2011 roku liczyła 1227 mieszkańców.